# Sébastien Leclerc
Sébastien Leclerc, també anomenat Sébastien Leclerc I o Sébastien Leclerc el Vell (Metz, 26 de setembre de 1637 - París, 25 d'octubre de 1714) va ser un enginyer militar, pintor i gravador francès.
Fill d'un orfebre, de què va aprendre l'ofici, va ser un artista precoç, ja que el seu primer gravat està datat en 1650, als tretze anys. Va realitzar la carrera d'enginyer militar, que va compaginar amb l'art com afició. En 1665 es va instal·lar a París, on va entrar en el cercle del pintor Charles Le Brun. En 1669 va publicar una Pràctica de la Geometria il·lustrada per ell mateix. Va ser professor de Geometria i Perspectiva al taller dels Gobelins i en la Reial Acadèmia de Pintura i Escultura. En 1714 va publicar un Tractat d'arquitectura.

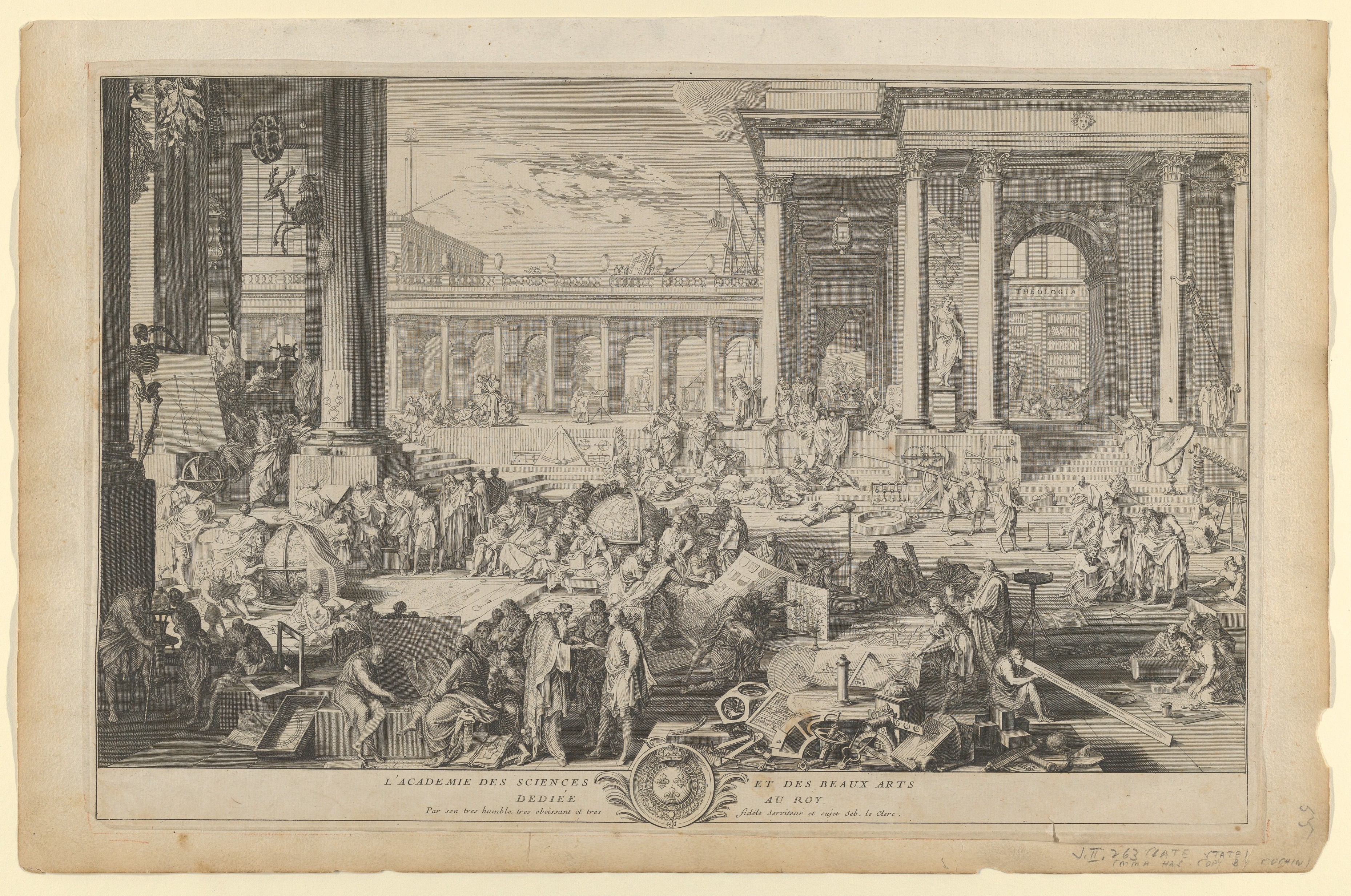
L'Acadèmia de les Ciències i les Belles Arts (1698), Museu Metropolità d'Art, Nova York

Autor prolífic, va realitzar unes quatre mil obres, la majoria gravats i dibuixos, preferentment paisatges, escenes religioses -sobretot de la vida de Crist - i militars -conquistas de Lluís XIV -, amb un estil ràpid i simple que denota la influència de Jacques Callot. Va ser artífex de la luxosa edició il·lustrada de Les Metamorfosis d'Ovidi (1676), així com les il·lustracions d'El Passeig de Sant Germán i la Història de Turena.
El seu fill Sébastien Leclerc II va ser també pintor.